# Theresa Martini
Theresa Martini (* 13. September 1989 in Wien) ist eine österreichische Theaterschauspielerin.

## Leben
Theresa Martini besuchte von 1999 bis 2007 das Musikgymnasium Wien im 7. Wiener Gemeindebezirk, wo sie eine umfassende musikalische Ausbildung erhielt. Danach studierte sie Musikwissenschaften sowie Musikalische Erziehung (Hauptfach Gesang) und absolvierte ein Bachelorstudium in Theater-, Film- und Medienwissenschaft an der Universität Wien. Nach ersten Hospitanzen und Regieassistenzen an verschiedenen Wiener Theatern (Burgtheater, Dschungel Wien) absolvierte Theresa Martini von 2011 bis 2015 ihr Schauspielstudium an der Theaterakademie August Everding sowie an der LAMDA in London.
Schon während des Studiums war sie auf deutschen Bühnen wie dem Maxim Gorki Theater, dem Metropoltheater München und auf der Konzertbühne des BR zu sehen. Nach ihrem Studium spielte sie am Stadttheater Pforzheim, am Bauturm Theater Köln, am Stadttheater Fürth, bei den Schlossfestspielen Tillysburg sowie am Hamakom Theater in Wien. Ihr Spielfilmdebüt Fuge erhielt im Jahr 2015 den Förderpreis Neues Deutsches Kino. Weitere Rollen folgten in Barbara Alberts mehrfach ausgezeichneten Kinofilm Mademoiselle Paradis und in der Sky-Serie Der Pass, die 2019 mit der Goldenen Kamera als Beste Serie ausgezeichnet wurde.
Seit 2018 lebt Theresa Martini als freischaffende Schauspielerin wieder in ihrer Heimatstadt Wien.

## Theater

### Schauspiel
- 2022: Amsterdam (Maya Arad Yasur) – Theater Nestroyhof / Hamakom - Performerin - Regie: Alexandru Weinberger-Bara[6]
- 2022: Der Bauer als Millionär (Ferdinand Reimund) – Schlossfestspiele Tillysburg - Die Jugend - Regie: Niko Büchel[7]
- 2022: The more it comes the more it goes. (David Maayan) – Theater Nestroyhof / Hamakom - Inge Ginsberg - Regie: David Maayan[8]
- 2021: The Art of Asking your Boss for a Raise (Georges Perec) - brut Wien – Die negative Hypothese - Regie: Yosi Wanunu (toxic dreams)[9]
- 2021: Orlando (Virginia Woolf) - Theatersommer Ludwigsburg – Orlando - Regie: Martin Mader[10]
- 2021: Die Stunde da wir nichts voneinander wussten (Peter Handke) - Theatersommer Ludwigsburg – Diverse - Regie: Peter Kratz
- 2021: Foxfinder (Dawn King) - Stadttheater Fürth – Judith Covey - Regie: Jochen Strodthoff
- 2019: Der letzte Mensch (Philipp Weiss) - Theater Nestroyhof / Hamakom – LIV (Kollaps) - Regie: Ingrid Lang
- 2018: Der Schwierige (Hugo von Hofmannsthal) - Schlossfestspiele Tillysburg – Helene Altenwyl - Regie: Nikolaus Büchel
- 2018: Corpus Delicti: Mias Fall (Juli Zeh) - Landesgericht Düsseldorf – Mia Holl - Regie: Katharina Weishaupt
- 2018: Mutter Courage und ihre Kinder (Bertolt Brecht) - Stadttheater Fürth – Kattrin - Regie: Werner Bauer
- 2017: Der Goldene Drache (Roland Schimmelpfennig) - Stadttheater Pforzheim - Junge Frau - Regie: Caroline Stolz
- 2017: Zwerge versetzen (El Kurdi) - Stadttheater Pforzheim - Mimmie - Regie: Robert Besta
- 2016: Das Goldene Vließ (Franz Grillparzer) - Stadttheater Pforzheim - Peritta, Gora, Kind - Regie: Tilman Gersch
- 2016: Die Dreigroschenoper (Bertolt Brecht) - Stadttheater Pforzheim - Polly Peachum - Regie: Thomas Münstermann
- 2016: Hamlet (William Shakespeare) - Stadttheater Pforzheim - Hamlets Spiegelbild - Regie: Alexander May
- 2015: Bilder deiner großen Liebe (Wolfgang Herrndorf) - Stadttheater Pforzheim - Isa - Regie: Alexander May
- 2015: Tschick (Wolfgang Herrndorf) - Stadttheater Pforzheim - Isa, Fr. Wagenbach, Nilpferd - Regie: Alexander May
- 2014: Alice im Wunderland (Roland Schimmelpfennig) - Musical - Akademietheater München - Alice - Regie: Levin Handschuh
- 2014: After The Fire - Collage - Maxim Gorki Theater - Frau - Regie: Moritz Eggert

### Musiktheater
- 2022: Der Bauer als Millionär (Ferdinand Reimund) – Schlossfestspiele Tillysburg - Die Jugend - Regie: Niko Büchel[7]
- 2019: Martini Meets Marlene - Liederabend - Glasperlenspiel Asperg – Sängerin - Regie: Claudia Martini
- 2018: III: Vergänglichkeit - Collage - Porgy & Bess – Performerin - Regie: Therese Cafasso
- 2017: Ewig Jung (Gedeon) - Songdrama - Stadttheater Pforzheim – Frau Martini - Regie: Alexander May
- 2016: Die Blume von Hawaii (Abraham) - Operette - Stadttheater Pforzheim - Raka - Regie: Marcel Keller
- 2016: A Tribute to the Blues Brothers - Musical - Stadttheater Pforzheim - Carrie Fisher - Regie: Gerhard Weber
- 2015: Suchers musikalische Leidenschaften - Revue - Prinzregententheater - Diverse - Regie: Philipp Moschitz
- 2015: Ein Orchester gut in Form - Kinderkonzert - BR Konzertbühne - Lehrerin - Regie: Franz Kanefzky
- 2014: Leipzig Noir - Live-Hörspiel - UT Connewitz - Regie: Moritz Eggert
- 2014: Alice im Wunderland (Schimmelpfennig) - Musical - Akademietheater München - Alice - Regie: Levin Handschuh
- 2014: After The Fire - Collage - Maxim Gorki Theater - Frau - Regie: Moritz Eggert

## Filmografie
- 2022: Hals über Kopf (Kinofilm)
- 2021: SOKO Donau (Fernsehserie, Folge: Alte Wunden), Regie: Olaf Kreinsen
- 2020: Meiberger – im Kopf des Täters (Fernsehserie, Folge: Auf der anderen Seite)
- 2020: SOKO Kitzbühel (Fernsehserie, Folge: Hahnenkampf)
- 2018–2019: Der Pass (Fernsehserie, 7 Folgen)
- 2017: Licht (Kinofilm)
- 2015: Fuge (Kinofilm)
- 2015: Flugversuch (Kurzfilm)
- 2003: The Red Phone: Manhunt (Fernsehfilm)
- 2002: Brief einer Unbekannten (Fernsehfilm)
- 2023: Hals über Kopf
- 2025: Tatort: Wir sind nicht zu fassen!